# Zoe
Zoe Porfirogéneta (en griego: Ζωή, lit. "vida"; c. 978 - junio de 1050) fue emperatriz del Imperio bizantino con distintos coemperadores desde el 12 de noviembre de 1028 hasta el año 1050, cogobernando brevemente como emperatriz reinante conjuntamente su hermana Teodora Porfirogéneta entre el 21 de abril y 12 de junio de 1042.Miguel V

## Historia
Zoe fue una de las pocas emperatrices bizantinas porfirogéneta  (que quiere decir «nacido/a en la púrpura»), es decir, como hija legítima de un emperador reinante nacida en la cámara púrpura especial del palacio de Bucoleón de los emperadores bizantinos. Era sobrina de Basilio II e hija de Constantino VIII. que había sido nombrado coemperador en 976 y emperador único en 1025. Este solo reinó durante tres años, durante 15 de diciembre de 1025 al 12 de noviembre de 1028.
Antes de su muerte, Constantino casó a Zoe con el heredero que había elegido, Romano III Argiro, eparca de Constantinopla, el 12 de noviembre de 1028. Constantino confiaba en que Romano ayudaría a su hija Zoe a controlar el poder, pero Romano demostró ser un marido muy poco fiable y un emperador inútil. En 1034 apareció asesinado en su baño. Zoe volvió a casarse inmediatamente, incluso antes de que retirasen el cadáver de su esposo Romano del baño. El segundo marido de Zoe fue Miguel IV "el Paflagonio", que reinó hasta su muerte en 1041.
El siguiente coemperador de Zoe fue su hijo adoptivo Miguel V Calafates, sobrino de su segundo marido, cuyo corto reinado solo duró hasta el año siguiente. Durante dos meses en el año 1042, Zoe compartió el gobierno con su hermana Teodora Porfirogeneta, hasta que pudo encontrar otro marido, el tercero y último permitido por la Iglesia ortodoxa. Su elección recayó en Constantino IX Monómaco (r. 1042-1055), que la sobrevivió cuatro años. Zoe murió en 1050, a la edad de setenta y dos años.